# Land- und Stadtgericht Oliva
Das Land- und Stadtgericht Oliva war von 1802 bis 1807 ein preußisches Land- und Stadtgericht mit Sitz in Oliva.

## Geschichte
Mit der Ersten Polnischen Teilung 1872 war Pommerellen mit dem Kloster Oliva zu Preußen gekommen. Für die Verwaltung wurde das Domänenamt Oliva im Kreis Dirschau gebildet, für die Rechtsprechung das Justizamt Oliva im Sprengel der Westpreußischen Regierung.
Mit Reglement vom 20. August 1802 wurde eine Reihe von Land- und Stadtgerichten geschaffen, darunter das Land- und Stadtgericht Oliva. Es umfasste das bisherige Justizamt Oliva und die königliche Intendantur Langfuhr und Neu-Schottland.
Mit dem Frieden von Tilsit endete 1807 der Vierte Koalitionskrieg mit desaströsen Folgen für Preußen. Danzig wurde als Republik Danzig aus Preußen herausgelöst. Der Sprengel des Land- und Stadtgerichts Oliva war teilweise bei Preußen geblieben und teilweise der Republik Danzig zugeordnet worden. Es wurde daher aufgehoben und sein Sprengel auf benachbarte Gerichte verteilt.
Nach der Völkerschlacht bei Leipzig brach die französische Herrschaft 1813 zusammen und die Republik Danzig wurde durch preußische Truppen besetzt und in der Folge durch den Wiener Kongress aufgelöst. Zurück in Preußen wurde in Danzig ein Land- und Stadtgericht Danzig eingerichtet. Das Land- und Stadtgericht Oliva wurde nicht wieder gebildet.